# 御厨村 (長野県)
御厨村（みくりやむら）は長野県更級郡にあった村。現在の長野市川中島町御厨などにあたる。

## 歴史
- 1875年（明治8年） - 近世以来の布施村および藤牧村・戸部村の各一部が合併して御厨村となる。
  - 藤牧村・戸部村の各残部は広田村と合併して田牧村となり、後に稲里村の一部となる。
- 1889年（明治22年）4月1日 - 町村制の施行により、御厨村が単独で自治体を形成。
- 1955年（昭和30年）4月1日 - 中津村と合併して昭和村が発足。同日御厨村廃止。